# Гудлетсвил (Тенеси)
Гудлетсвил (енгл. Goodlettsville) град је у америчкој савезној држави Тенеси.

## Демографија
По попису из 2010. године број становника је 15.921, што је 2.141 (15,5%) становника више него 2000. године.
| Група             | 2000.          | 2010.          |
| Белци             | 11.802 (85,6%) | 11.612 (72,9%) |
| Афроамериканци    | 1.354 (9,8%)   | 2.950 (18,5%)  |
| Азијати           | 226 (1,6%)     | 390 (2,4%)     |
| Хиспаноамериканци | 204 (1,5%)     | 638 (4,0%)     |
| Укупно            | 13.780         | 15.921         |